# Албионс (Болцано)
Албионс (итал. Albions) је насеље у Италији у округу Болцано, региону Трентино-Јужни Тирол.
Према процени из 2011. у насељу је живело 128 становника. Насеље се налази на надморској висини од 886 м.